# Scintigrafia

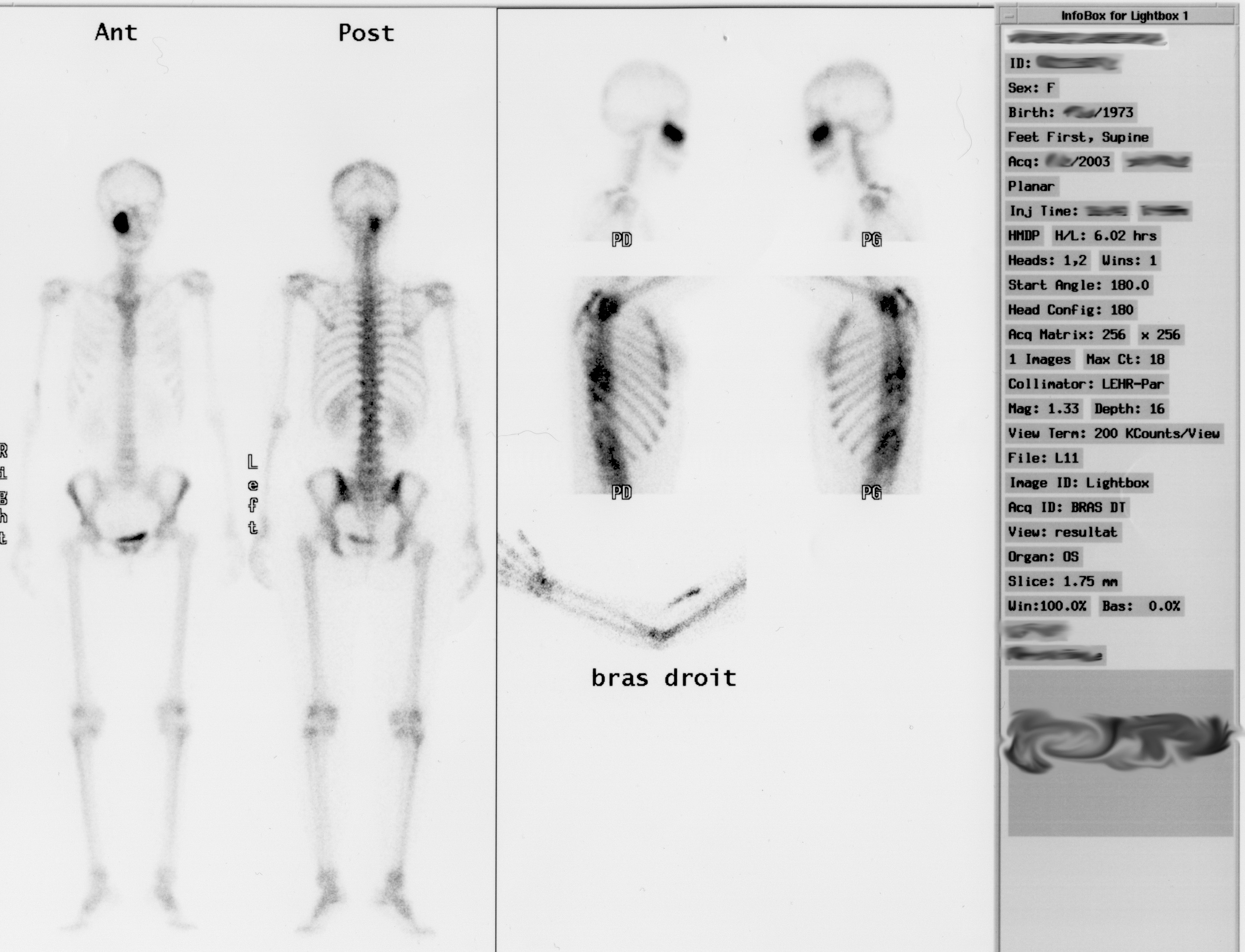
Scintigrafia ossea, dove si è rilevata una lesione al margine destro inferiore dell'orbita oculare.

La scintigrafia è un esame di medicina nucleare ottenuto mediante la somministrazione di un tracciante radioattivo che consente l'evidenziazione, a mezzo di particolari strumenti (gamma camera), dell'accumulo preferenziale del tracciante nel tessuto che si intende studiare. 
I traccianti utilizzati possono essere costituiti da soluzioni saline di radioisotopi o da specifici radiofarmaci costituiti da molecole farmacologicamente attive alle quali viene legato il radioisotopo.

## Principio di funzionamento
La scintigrafia si basa sulla proprietà fisica di alcuni tipi di cristalli di generare dei fotoni di luce visibile (scintille, da cui il nome di scintigrafia) quando colpiti da radiazioni (X o γ); mediante particolari accorgimenti tecnici quali l'uso di fotomoltiplicatori, gli impulsi luminosi registrati dalla gamma camera vengono trasformati in impulsi elettrici e ricostruiti in forma di immagini digitali su schermo consentendo quindi di rappresentare come immagine la distribuzione del radiofarmaco all'interno del corpo.

## Procedura

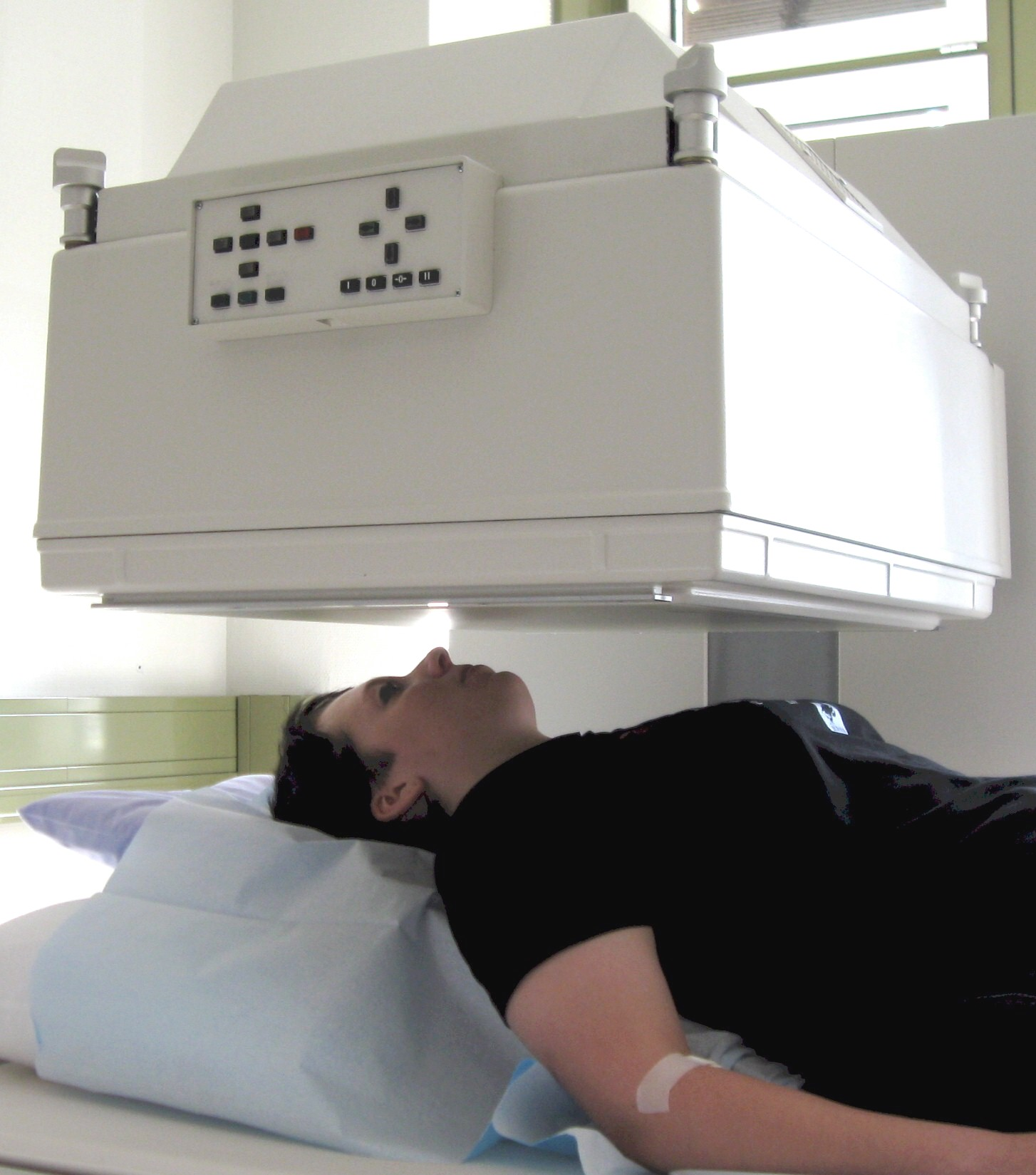
Operazione di acquisizione dell'immagine scintigrafica

L'esame, in quanto eseguito mediante l'uso e la somministrazione al paziente di sostanze radioattive non sigillate, viene effettuato esclusivamente nei centri di medicina nucleare previa autorizzazione da parte della fisica sanitaria. La radioattività contenuta nel radiofarmaco, ancorché relativamente limitata, espone il paziente (così come le radiografie e le TC) a radiazioni ionizzanti. Pertanto particolare attenzione deve essere prestata dal medico alla prescrizione dell'esame nei casi in cui ciò sia effettivamente necessario ed è assolutamente da evitare l'esecuzione di un esame scintigrafico in donne in stato di gravidanza accertato.
Non tutti gli esami scintigrafici devono essere eseguiti a digiuno; tuttavia è buona regola riferirsi sempre al medico nucleare per avere tutte le delucidazioni del caso.
Dopo l'iniezione del tracciante è necessario attendere il tempo necessario alla distribuzione nel compartimento d'interesse e questo tempo può variare da alcuni minuti a diverse ore a seconda dell'esame.
L'esame è incruento e indolore se non per l'iniezione per via endovenosa del tracciante.
La generazione delle immagini avviene in tempo reale sul monitor della consolle di acquisizione, ma le immagini spesso necessitano una post-elaborazione che non permette di avere un referto immediatamente.

## Casi d'impiego

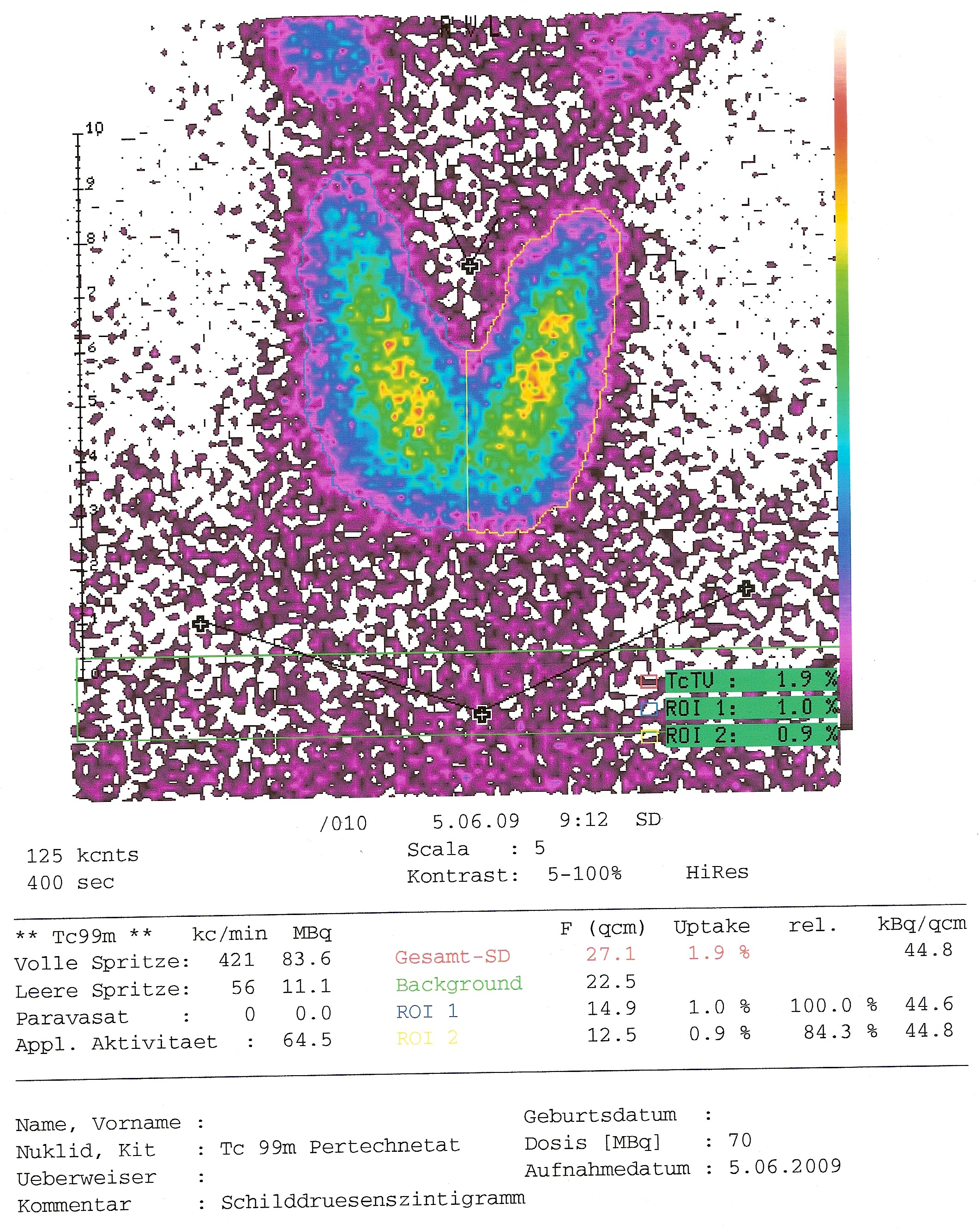
Scintigrafia della tiroide

La scintigrafia è utile per notizie sul funzionamento di alcuni organi quali il cuore, il polmone o la tiroide, per citare i più comuni, o per il rilevamento di tessuti anomali quali possono essere delle metastasi o ancora per evidenziare una regolare circolazione sanguigna nei vari organi.
Nel caso della scintigrafia ossea i risultati dell'esame rappresentano un'immagine delle ossa che nel caso dello scheletro completo viene definita total body. Il radiofarmaco iniettato (difosfonato marcato con tecnezio-99m) si concentra a livello del tessuto osseo in modo proporzionale all'attività osteoblastica locale, quindi il tracciante si concentrerà di più nelle zone interessate da rimodellamento osseo (fratture, traumi, metastasi osteoblastiche/miste).
Altri radiofarmaci principalmente usati sono il (99mTc-tetrafosmina) nella scintigrafia miocardica, il (99mTc-pertecnetato) nella scintigrafia tiroidea ed il (99mTc-DMSA, ossia acido dimercaptosuccinico) nella scintigrafia renale.

## Storia
1951 Realizzazione della prima scintigrafia d'organo: il fisico americano Benedict Cassen costruisce il primo scanner lineare per radioisotopi che per la prima volta permette di ottenere l'immagine della distribuzione della radioattività. Egli esamina la tiroide dopo la somministrazione di Iodio radioattivo. [https://www.treccani.it]